# 阮修
阮修（270年—311年），字宣子，陈留尉氏（今河南省尉氏县）人，西晋大臣、玄学家。曾任鸿胪卿、太子洗马，阮咸族子。

## 生平
喜爱《易经》、《老子》，生性简约，善清谈，喜爱独自开怀畅饮，常自得于山林间。王衍自以研究《易经》很深入，但是还有不明白的。与阮修交谈，阮修言简意赅，深得王衍敬佩。与王敦、谢鲲、庾敳同为王衍“四友”。
阮修家中贫穷，四十岁仍未成家室，王敦等名士纷纷为他筹钱结婚。王敦以为鸿胪丞，光熙元年（306年）司马越用为太傅行参军、太子洗马。
晋怀帝永嘉五年时避乱南行，在期思县被害死，时年四十二岁。

## 轶事
阮修认为世界上没有鬼，反驳他人的“有鬼论”。
阮宣子曾砍伐神庙周围的树，有人制止他，他说：“社而为树，伐树则社亡；树而为社，伐树则社移矣。”

## 作品
有文集，已佚。代表性诗作《大鹏赞》。李白评论该诗作“鄙心陋之”。